# العلاقات النمساوية الكيريباتية
العلاقات النمساوية الكيريباتية هي العلاقات الثنائية التي تجمع بين النمسا وكيريباتي.

## مقارنة بين البلدين
هذه مقارنة عامة ومرجعية للدولتين:
| وجه المقارنة                                              | النمسا                                                    | كيريباتي                        |
| --------------------------------------------------------- | --------------------------------------------------------- | ------------------------------- |
| المساحة (كم2)                                             | 83.86 ألف                                                 | 811                             |
| عدد السكان (نسمة)                                         | 8.81 مليون                                                | 116.40 ألف                      |
| الكثافة السكانية (ن./كم²)                                 | 105.06                                                    | 14.35 ألف                       |
| العاصمة                                                   | فيينا                                                     | جنوب تاراوا                     |
| اللغة الرسمية                                             | اللغة الألمانية، لغة الإشارة النمساوية ‏                   | لغة إنجليزية، اللغة الكيريباتية |
| العملة                                                    | يورو، شلن نمساوي، رايخ مارك، شلن نمساوي                   | دولار كريباتي، دولار أسترالي    |
| الناتج المحلي الإجمالي (بليون دولار)                      | 416.60 مليار                                              | 196.15 مليون                    |
| الناتج المحلي الإجمالي (تعادل القوة الشرائية) بليون دولار | 426.99 مليار                                              | 224.26 مليون                    |
| الناتج المحلي الإجمالي الاسمي للفرد دولار أمريكي          | 43.77 ألف                                                 | 1.42 ألف                        |
| الناتج المحلي الإجمالي للفرد دولار أمريكي                 | 47.68 ألف                                                 | 1.81 ألف                        |
| مؤشر التنمية البشرية                                      | 0.885                                                     | 0.590                           |
| رمز المكالمات الدولي                                      | +43                                                       | +686                            |
| رمز الإنترنت                                              | .at                                                       | .ki                             |
| المنطقة الزمنية                                           | توقيت وسط أوروبا، ت ع م+01:00، ت ع م+02:00، أوروبا/فيينا ‏ |                                 |

## منظمات دولية مشتركة
يشترك البلدان في عضوية مجموعة من المنظمات الدولية، منها:
| علم المنظمة | اسم المنظمة                   | تاريخ انضمام النمسا | تاريخ انضمام كيريباتي |
| ----------- | ----------------------------- | ------------------- | --------------------- |
|             | منظمة حظر الأسلحة الكيميائية  | ?                   | ?                     |
|             | الأمم المتحدة                 | 14 ديسمبر 1955      | 14 سبتمبر 1999        |
|             | مؤسسة التمويل الدولية         | 28 سبتمبر 1956      | 2 أكتوبر 1986         |
|             | يونسكو                        | 13 أغسطس 1948       | 24 أكتوبر 1989        |
|             | مؤسسة التنمية الدولية         | 28 يونيو 1961       | 2 أكتوبر 1986         |
|             | بنك التنمية الآسيوي           | 1966                | 1974                  |
|             | البنك الدولي للإنشاء والتعمير | 27 أغسطس 1948       | 29 سبتمبر 1986        |
|             | الاتحاد البريدي العالمي       | ?                   | ?                     |
|             | الاتحاد الدولي للاتصالات      | 1866                | 3 نوفمبر 1986         |

## وصلات خارجية
- موقع وزارة الخارجية النمساوية